# Nguyễn Van Bakel
Nguyễn Van Bakel tên cũ trước khi nhập tịch là Danny van Bakel (sinh ngày 8 tháng 12 năm 1983 ở tỉnh Noord-Brabant, Hà Lan) là một cựu cầu thủ bóng đá người Hà Lan nhập quốc tịch Việt Nam chơi ở vị trí trung vệ.

## Thành tích
V-League 1

#### FLC Thanh Hóa
- Á quân (2): 2017, 2018
- Hạng ba (2): 2014, 2015

## Đời tư cá nhân
Anh có con trai đầu lòng ngày 17 tháng 9 năm 2014 với một cô gái Việt Nam tên là Nguyễn Thị Ngọc My.